# Mamiya (tàu tiếp tế lương thực)
Mamiya (tiếng Nhật: 間宮; phiên âm Hán-Việt: Gian Cung), tên được đặt theo eo biển Mamiya (tên quốc tế là eo biển Tatar), là một tàu tiếp tế lương thực phục vụ trong Hải quân Đế quốc Nhật Bản từ những năm 1920 cho đến Chiến tranh thế giới thứ hai.

## Thiết kế và chế tạo
Thiết kế ban đầu của Mamiya là một tàu tiếp dầu thay vì một tàu tiếp tế lương thực. Hải quân đã gửi con tàu đến xưởng tàu Kawasaki để trang bị cơ sở vật chất với khả năng dự trữ lương thực cho 18.000 người trong ba tuần cùng với nhà bếp có thể chế biến được một lượng lớn món ăn kể cả yōkan, manjū, tofu và konyaku. Có nhiều đầu bếp và nghệ nhân bánh ngọt phục trên tàu và Mamiya trở thành một phần của Hạm đội Liên hợp.

## Lịch sử hoạt động
Dù đã lỗi thời vào thời điểm chiến tranh bùng nổ, nhưng Mamiya vẫn tiếp tục là một thành phần trong các hoạt động của hải quân ở Thái Bình Dương. Ngày 12 tháng 10 năm 1943, nó bị tàu ngầm USS Cero của Hải quân Hoa Kỳ tấn công và gây thương tích gần Chichi-jima, sau đó vào ngày 6 tháng 5 năm 1944, Mamiya tiếp tục chịu thiệt hại bởi cuộc tấn công từ tàu ngầm USS Spearfish trên Biển Hoa Đông. Trong cả hai lần đó, con tàu đều được sửa chữa và có thể tiếp tục trở lại phục vụ. Cuối cùng, tại Biển Đông vào ngày 20 tháng 12 năm 1944, tàu ngầm USS Sealion đã chặn đầu Mamiya vừa đi ra từ cảng Sài Gòn và đang trên đường làm nhiệm vụ vận chuyển lương thực đến Manila, tấn công và làm thiệt hại con tàu, sau đó đánh chìm hẳn vào ngày hôm sau tại tọa độ 17°48′B 114°09′Đ / 17,8°B 114,15°Đ.